# Атлетика на Летњим олимпијским играма 2012 — 5.000 метара за мушкарце
Дисциплина трчања на 5.000 метара за мушкарце, је била, једна од 47 дисциплина атлетског програма на Летњим олимпијским играма 2012. у Лондону, Уједињено Краљевство. Такмичење ће се одржати 8. и 11. августа на Олимпијском стадиону.

## Земље учеснице
Учествовала су 43 такмичара из 26 земаља.
1. Алжир (1)
2. Аргентина (1)
3. Аустралија (2)
4. Азербејџан (1)
5. Брунеј (1)
6. Бурунди (1)
7. Канада (1)
8. Зеленортска Острва (1)
9. Џибути (1)
10. Еритреја (3)
11. Етиопија (3)
12. Филипини (1)
13. Француска (1)
14. Немачка (1)
15. Уједињено Краљевство (2)
16. Ирска (1)
17. Италија (1)
18. Јапан (1)
19. Кенија (3)
20. Мароко (3)
21. Мексико (1)
22. Саудијска Арабија (3)
23. Сједињене Америчке Државе (3)
24. Турска (1)
25. Уганда (3)
26. Украјина (1)

## Систем такмичења
Такмичње у овој дисциплини је одржано у два дана. Прог дана у квалификацијама учествовали су сви атлетичари који су постигли квалификационе норме. Тачмичари су били подељени у три групе из којих се по 4 најбржа из сваке групе и тројица према постигнутом резултату пласирали у финале.

## Рекорди пре почетка такмичења
(стање 10. јул 2012)
| Светски рекорд          | 12:37,35 | Кенениса Бекеле   | Етиопија | Хенгело, Холандија | 31. мај 2004.    |
| Олимпијски рекорд       | 12:57,82 | Кенениса Бекеле   | Етиопија | Пекинг, Кина       | 23. август 2008. |
| Најбољи резултат сезоне | 12:46,81 | Дејен Гебремескел | Етиопија | Париз, Француска   | 6. јул 2012.     |

### Најбољи резултати у 2012. години
Десет најбољих атлетичара на 5.000 метара 2012. године пре такмичења на ЛОИ (2. августа 2012), имали су следећи пласман.
| 1.  | Дејен Гебремескел       | Етиопија | 12:46,81 | 6. јул |
| 2.  | Хагос Гебривет          | Етиопија | 12:47.53 | 6. јул |
| 3.  | Ајзаја Киплангат Коеч   | Кенија   | 12:48,64 | 6. јул |
| 4.  | Јенев Аламирев          | Етиопија | 12:48,77 | 6. јул |
| 5.  | Томас Пкемеји Лонгосива | Кенија   | 12:49,04 | 6. јул |
| 6.  | Џон Кипкоеч             | Кенија   | 12:49,50 | 6. јул |
| 7.  | Тарику Бекеле           | Етиопија | 12:54,13 | 6. јул |
| 8.  | Елиуд Кипчоге           | Кенија   | 12:55,34 | 6. јул |
| 9.  | Кенениса Бекеле         | Етиопија | 12:55,79 | 6. јул |
| 10. | Едвин Чериот Сои        | Кенија   | 12:55,99 | 6. јул |

Такмичари чија су имена подебљана учествују на ЛОИ.

## Сатница
| Сатум                   | Време | Ниво          |
| ----------------------- | ----- | ------------- |
| Среда 8. август, 2012   | 10:45 | Квалификакије |
| Субота, 11. август 2012 | 19:30 | Финале        |

## Освајачи медаља
|                                     |                              |                                  |
| Мохамед Фара · Уједињено Краљевство | Деџен Гебремескел · Етиопија | Томас Пкемеји Лонгосива · Кенија |

## Резултати

### Квалификације
| Место | Група | Атлетичар               | Земља                     | Резултат | Белешка |
| ----- | ----- | ----------------------- | ------------------------- | -------- | ------- |
| 1.    | 2     | Дејен Гебремескел       | Етиопија                  | 13:15,15 | КВ      |
| 2.    | 2     | Јенев Аламирев          | Етиопија                  | 13:15,39 | КВ      |
| 3.    | 2     | Томас Пкемеји Лонгосива | Кенија                    | 13:15,41 | КВ      |
| 4.    | 2     | Бернард Лагат           | Сједињене Америчке Државе | 13:15,45 | КВ      |
| 5.    | 2     | Абдалати Игидер         | Мароко                    | 13:15,49 | КВ      |
| 6.    | 2     | Гален Руп               | Сједињене Америчке Државе | 13:17,56 | кв      |
| 7.    | 2     | Мозис Ндијема Кипсиро   | Уганда                    | 13:17,68 | кв      |
| 8.    | 2     | Камерон Левинс          | Канада                    | 13:18,29 | кв, ЛР  |
| 9.    | 2     | Хуан Луис Бариос        | Мексико                   | 13:21,01 | кв      |
| 10.   | 2     | Мумин Гала              | Џибути                    | 13:21,21 | кв, ЛРС |
| 11.   | 2     | Абрар Осман Адем        | Еритреја                  | 13:24,40 |         |
| 12.   | 1     | Хајле Ибрахимов         | Азербејџан                | 13:25,23 | КВ      |
| 13.   | 1     | Ајзаја Киплангат Коеч   | Кенија                    | 13:25,64 | КВ      |
| 14.   | 2     | Ник Макорник            | Уједињено Краљевство      | 13:25,70 |         |
| 15.   | 1     | Мохамед Фара            | Уједињено Краљевство      | 13:26,00 | КВ      |
| 16.   | 1     | Лопез Ломонг            | Сједињене Америчке Државе | 13:26,16 | КВ      |
| 17.   | 1     | Хагос Гебривет          | Етиопија                  | 13:26,16 | КВ      |
| 18.   | 1     | Едвин Чериот Сои        | Кенија                    | 13:27,06 |         |
| 19.   | 2     | Полат Кембоји Арикан    | Турска                    | 13:27,21 |         |
| 20.   | 1     | Арне Габијус            | Немачка                   | 13:28,01 |         |
| 21.   | 2     | Раба Абуд               | Алжир                     | 13:28,38 |         |
| 22.   | 1     | Данијеле Меучи          | Италија                   | 13:28,71 |         |
| 23.   | 1     | Мукелд Ал-Утајиби       | Саудијска Арабија         | 13:31,47 |         |
| 24.   | 2     | Абрахам Киплимо         | Уганда                    | 13:31,57 |         |
| 25.   | 1     | Билисума Шуги           | Брунеј                    | 13:31,84 |         |
| 26.   | 1     | Јуки Сато               | Јапан                     | 13:38,22 |         |
| 27.   | 2     | Крејг Мотрам            | Аустралија                | 13:40,24 |         |
| 28.   | 1     | Дејвид Макнил           | Аустралија                | 13:45,88 |         |
| 29.   | 1     | Оливје Ирабарута        | Бурунди                   | 13:46,25 |         |
| 30.   | 2     | Алистер Крег            | Ирска                     | 13:47,01 |         |
| 31.   | 1     | Азиз Лахбаби            | Мароко                    | 13:47.57 |         |
| 32.   | 2     | Суфијан Букантар        | Мароко                    | 13:47.63 |         |
| 33.   | 1     | Амануел Месел           | Еритреја                  | 13:48.13 | ЛРС     |
| 34.   | 1     | Колис Бирмингам         | Аустралија                | 13:50.39 |         |
| 35.   | 1     | Сергиј Лебид            | Украјина                  | 13:53,15 |         |
| 36.   | 2     | Хавијер Карикео         | Аргентина                 | 13:57,07 | ЛРС     |
| 37.   | 1     | Џофри Кусуро            | Уганда                    | 13:59.74 | ЛРС     |
| 38.   | 1     | Хусејн Јаман Алхамдах   | Саудијска Арабија         | 14:00.43 |         |
| 39.   | 2     | Абдулах Абдулазиз Аљуд  | Саудијска Арабија         | 14:11.12 |         |
| 40.   | 2     | Рубен Санса             | Зеленортска Острва        | 14:35.19 |         |
| 41.   | 1     | Рене Ерера              | Филипини                  | 14:44.11 | ЛР      |
| 11.   | 1     | Асан Ирт                | Француска                 | 13:35,36 | Диск.   |
| -     | 1     | Теклемариам Медин       | Еритреја                  | НС       |         |

- Хасан Хирт је првобитно завршио као 11. у времену 13:35,36, али је касније дисквалификован након позитивног теста на ЕПО[4]

### Финале
| Место | Атлетичар               | Земља                     | Резултат | Белешка |
| ----- | ----------------------- | ------------------------- | -------- | ------- |
|       | Мохамед Фара            | Уједињено Краљевство      | 13:41,66 |         |
|       | Дејен Гебремескел       | Етиопија                  | 13:41,98 |         |
|       | Томас Пкемеји Лонгосива | Кенија                    | 13:42,36 |         |
| 4.    | Бернард Лагат           | Сједињене Америчке Државе | 13:42,99 |         |
| 5.    | Ајзаја Киплангат Коеч   | Кенија                    | 13:43,83 |         |
| 6.    | Абдалати Игидер         | Мароко                    | 13:44,19 |         |
| 7.    | Гален Руп               | Сједињене Америчке Државе | 13:45,04 |         |
| 8.    | Хуан Луис Бариос        | Мексико                   | 13:45,30 |         |
| 9.    | Хајле Ибрахимов         | Азербејџан                | 13:45,37 |         |
| 10.   | Лопез Ломонг            | Сједињене Америчке Државе | 13:48,19 |         |
| 11.   | Хагос Гебривет          | Етиопија                  | 13:49,59 |         |
| 12.   | Јенев Аламирев          | Етиопија                  | 13:49,68 |         |
| 13.   | Мумин Гала              | Џибути                    | 13:50,26 |         |
| 14.   | Камерон Левинс          | Канада                    | 13:51,87 |         |
| 15.   | Мозис Ндијема Кипсиро   | Уганда                    | 13:52,25 |         |

## Пролазна времена
| Дистанца | Време    | Атлетичар             | Земља                     |
| -------- | -------- | --------------------- | ------------------------- |
| 1.000 м  | 2:55,40  | Ајзаја Киплангат Коеч | Кенија                    |
| 2.000 м  | 5:56,70  | Лопез Ломонг          | Сједињене Америчке Државе |
| 3.000 м  | 8:42,95  | Јенев Аламирев        | Етиопија                  |
| 4.000 м  | 11:16,47 | Дејен Гебремескел     | Етиопија                  |